# Yenagoa
Yenagoa est la capitale de l'État de Bayelsa, au Nigeria.